# Champagne Stakes
Groupe 1
Les Champagne Stakes est une course hippique qui se déroule chaque année en octobre sur l'hippodrome de Belmont Park à Elmont, dans l'état de New York, aux États-Unis.

## Caractéristiques
Course de groupe 1 réservée aux poulains et pouliches de 2 ans élevés aux États-Unis, disputée sur le dirt sur la distance d'un mile (sauf de 1994 à 2004, où la distance était de 1 800 mètres), les Champagne Stakes sont considérés comme l'un des principaux rendez-vous pour les 2 ans américains, et la plus ancienne course américaine qui leur est réservée. Bien que les pouliches soient admises, il faut remonter à 1924 et Beatrice pour trouver une lauréate au palmarès, les femelles étant plutôt dirigées vers les Frizette Stakes, qui se disputent à Belmont Park le même mois.
Le palmarès des Champagne Stakes est orné de certains des plus grands noms des courses américaines, dont les vainqueurs de la Triple Couronne Seattle Slew, Count Fleet et Secretariat, bien que ce dernier a été distancé de la première place pour avoir gêné un adversaire dans la ligne droite. Parmi les autres grands vainqueurs, on peut citer Colin, Buckpasser, Riva Ridge, Alydar, Spectacular Bid ou encore Easy Goer.

## Palmarès depuis 1960
| Année | Vainqueur          | Père               | Jockey             | Entraîneur              | Propriétaire                                 | Deuxième           | Troisième         | Temps   |
| ----- | ------------------ | ------------------ | ------------------ | ----------------------- | -------------------------------------------- | ------------------ | ----------------- | ------- |
| 2024  | Chancer McPatrick  | McKinzie           | Flavien Prat       | Chad C. Brown           | Flanagan Racing                              | Tip Top Thomas     | Mo Plex           | 1'36"51 |
| 2023  | Timberlake         | Into Mischief      | Florent Géroux     | Brad Cox                | Siena Farm LLC & WinStar Farm LLC            | General Partner    | Dancing Groom     | 1'35"90 |
| 2022  | Blazing Sevens     | Good Magic         | Flavien Prat       | Chad C. Brown           | Rodeo Creek Racing LLC                       | Verifying          | Gulfport          | 1'37"07 |
| 2021  | Jack Christopher   | Munnings           | José Ortiz         | Chad C. Brown           | Bakke, Isbister, Coolmore & White Birch Farm | Commandperformance | Wit               | 1'37"31 |
| 2020  | Jackies Warrior    | Maclean's Music    | Joel Rosario       | Steven M. Asmussen      | Kirk & Judy Robison                          | Reinvestment Risk  | Midnight Bourbon  | 1'35"42 |
| 2019  | Tiz The Law        | Constitution       | Manny Franco       | Barclay Tagg            | Sackatoga Stable                             | Green Light Go     | Big City Bob      | 1'35"41 |
| 2018  | Complexity         | Maclean's Music    | José L. Ortiz      | Chad C. Brown           | Klaravich Stables, Inc.                      | Code of Honor      | Call Paul         | 1'34"63 |
| 2017  | Firenze Fire       | Poseidon's Warrior | Irad Ortiz Jr.     | Jason Servis            | Mr. Amore Stable                             | Good Magic         | Enticed           | 1'35"91 |
| 2016  | Practical Joke     | Into Mischief      | Joel Rosario       | Chad C. Brown           | Klaravich Stables, Inc. & William Lawrence   | Syndergaard        | Favorable Outcome | 1'34"68 |
| 2015  | Greenpointcrusader | Bernardini         | Joe Bravo          | Dominick Schettino      | St. Elias Stable, MeB Racing Stables & al.   | Sunny Ridge        | Portfolio Manager | 1'36"25 |
| 2014  | Daredevil          | More Than Ready    | Javier Castellano  | Todd A. Pletcher        | Let's Go Stable                              | Upstart            | The Truth Or Else | 1'36"62 |
| 2013  | Havana             | Dunkirk            | Irad Ortiz Jr.     | Todd A. Pletcher        | Smith, Magnier & Tabor                       | Honor Code         | Ride On Curlin    | 1'35"81 |
| 2012  | Shanghai Bobby     | Harlan's Holiday   | Rosie Napravnik    | Todd A. Pletcher        | Starlight Racing (Jack & Laurie Wolf)        | Goldencents        | Fortify           | 1'35"55 |
| 2011  | Union Rags         | Dixie Union        | Javier Castellano  | Michael Matz            | Chadds Ford Stable                           | Alpha              | Right To Vote     | 1'35"55 |
| 2010  | Uncle Mo           | Indian Charlie     | John Velazquez     | Todd A. Pletcher        | Mike Repole                                  | Mountain Town      | Im Steppin It Up  | 1'34"51 |
| 2009  | Homeboykris        | Roman Ruler        | Edgar Prado        | Richard E. Dutrow Jr.   | L. Lazzinnaro, J. Bulger, J. Mandato, et al. | Discreetly Mine    | Aspire            | 1'35"12 |
| 2008  | Vineyard Haven     | Lido Palace        | Edgar Prado        | Robert J. Frankel       | Robert J. Frankel                            | Munnings           | Cribnote          | 1'36"06 |
| 2007  | War Pass           | Cherokee Run       | Cornelio Velásquez | Nicholas P. Zito        | Robert V. LaPenta                            | Pyro               | Z Humor           | 1'36"12 |
| 2006  | Scat Daddy         | Johannesburg       | John R. Velazquez  | Todd A. Pletcher        | James T. Scaturochio & Michael Tabor         | Nobiz Like Shobiz  | Pegasus Wind      | 1'36"97 |
| 2005  | First Samurai      | Giant's Causeway   | Jerry D. Bailey    | Frank L. Brothers       | Bruce Lunsford & Lansdon B. Robbins III      | Henny Hughes       | Superfly          | 1'36"29 |
| 2004  | Proud Accolade     | Yes Its True       | John R. Velazquez  | Todd A. Pletcher        | Padua Stables                                | Afleet Alex        | Sun King          | 1'42"30 |
| 2003  | Birdstone          | Grindstone         | Jerry D. Bailey    | Nicholas P. Zito        | Marylou Whitney                              | Chapel Royal       | Dashboard Drummer | 1'44"05 |
| 2002  | Toccet             | Awesome Again      | Jorge Chavez       | John F. Scanlan         | Dan Borislow                                 | Icecoldbeeratreds  | Erinsouthernman   | 1'44"45 |
| 2001  | Officer            | Bertrando          | Victor Espinoza    | Bob Baffert             | The Thoroughbred Corp.                       | Jump Start         | Heavyweight Champ | 1'43"39 |
| 2000  | A. P. Valentine    | A.P. Indy          | Jorge Chavez       | Nicholas P. Zito        | Celtic Pride Stable                          | Point Given        | Yonaguska         | 1'41"45 |
| 1999  | Greenwood Lake     | Meadowlake         | Jean-Luc Samyn     | Nicholas P. Zito        | Dee Conway & Fred Dematteis                  | Chief Seattle      | High Yield        | 1'43"70 |
| 1998  | The Groom Is Red   | Runaway Groom      | Corey Nakatani     | Nicholas P. Zito        | Celtic Pride Stable                          | Lemon Drop Kid     | Weekend Money     | 1'42"91 |
| 1997  | Grand Slam         | Gone West          | Gary Stevens       | D. Wayne Lukas          | Robert & Christina Baker, et al.             | Lil's Lad          | Halory Hunter     | 1'40"59 |
| 1996  | Ordway             | Salt Lake          | John R. Velazquez  | David G. Donk           | Philip F. DiLeo & William Punk               | Traitor            | Gold Tribute      | 1'42"09 |
| 1995  | Maria's Mon        | Wavering Monarch   | Robbie Davis       | Richard Schosberg       | Mrs. Morton Rosenthal                        | Diligence          | Devil's Honor     | 1'42"39 |
| 1994  | Timber Country     | Woodman            | Pat Day            | D. Wayne Lukas          | Gainesway Farm et al.                        | Sierra Diablo      | On Target         | 1'44"01 |
| 1993  | Dehere             | Deputy Minister    | Chris McCarron     | Reynaldo H. Nobles      | Due Process Stable                           | Crary              | Amathos           | 1'35"91 |
| 1992  | Sea Hero           | Polish Navy        | Jerry D. Bailey    | MacKenzie Miller        | Rokeby Stables                               | Secret Odds        | Press Card        | 1'34"80 |
| 1991  | Tri To Watch       | Tri Jet            | Ángel Cordero Jr.  | Carl Domino             | Fred W. Hooper                               | Snappy Landing     | Pine Bluff        | 1'36"60 |
| 1990  | Fly So Free        | Time For A Change  | José A. Santos     | Flint S. Schulhofer     | Thomas Valando                               | Happy Jazz Band    | Subordinated Debt | 1'35"60 |
| 1989  | Adjudicating       | Danzig             | Jacinto Vásquez    | Claude R. McGaughey III | Ogden Mills Phipps                           | Rhythm             | Senor Pete        | 1'37"60 |
| 1988  | Easy Goer          | Alydar             | Pat Day            | Claude R. McGaughey III | Ogden Phipps                                 | Is It True         | Irish Actor       | 1'34"80 |
| 1987  | Forty Niner        | Mr. Prospector     | Eddie Maple        | Woody Stephens          | Claiborne Farm                               | Parlay Me          | Tejano            | 1'36"80 |
| 1986  | Polish Navy        | Danzig             | Randy Romero       | Claude R. McGaughey III | Ogden Phipps                                 | Demons Begone      | Bet Twice         | 1'35"20 |
| 1985  | Mogambo            | Mr. Prospector     | Ángel Cordero Jr.  | LeRoy Jolley            | Peter M. Brant                               | Groovy             | Mr. Classic       | 1'37"20 |
| 1984  | For Certain Doc    | Doc Sylvester      | Marcel Zuniga      | Thomas DeBonis          | Philip C. Chuck                              | Mighty Appealing   | Tanks Prospect    | 1:49.20 |
| 1983  | Devil's Bag        | Halo               | Eddie Maple        | Woody Stephens          | Hickory Tree Stable                          | Dr. Carter         | Our Caseys Boy    | 1'34"20 |
| 1982  | Copelan            | Tri Jet            | Jerry D. Bailey    | Mitchell Griffin        | Fred W. Hooper                               | Pappa Riccio       | El Cubanaso       | 1'37"80 |
| 1981  | Timely Writer      | Staff Writer       | Jeffrey Fell       | Dominic Imprescia       | Peter Martin                                 | Before Dawn        | New Discovery     | 1'36"40 |
| 1980  | Lord Avie          | Lord Gaylord       | Jorge Velásquez    | Daniel Perlsweig        | David Simon                                  | Noble Nashua       | Sezyou            | 1'37"20 |
| 1979  | Joanies Chief      | Ack Ack            | Ruben Hernandez    | Eugene Jacobs           | Peter Barberino                              | Rockhill Native    | Googolplex        | 1'38"20 |
| 1978  | Spectacular Bid    | Bold Bidder        | Jorge Velásquez    | Grover G. Delp          | Hawksworth Farm                              | General Assembly   | Crested Wave      | 1'34"80 |
| 1977  | Alydar             | Raise A Native     | Jorge Velásquez    | John M. Veitch          | Calumet Farm                                 | Affirmed           | Darby Creek Road  | 1'36"80 |
| 1976  | Seattle Slew       | Bold Reasoning     | Jean Cruguet       | William H. Turner Jr.   | Karen L. Taylor                              | For The Moment     | Sail To Rome      | 1'34"40 |
| 1975  | Honest Pleasure    | What A Pleasure    | Braulio Baeza      | LeRoy Jolley            | Bertram R. Firestone                         | Dance Spell        | Whatsyourpleasure | 1'36"40 |
| 1974  | Foolish Pleasure   | What A Pleasure    | Jacinto Vásquez    | LeRoy Jolley            | John L. Greer                                | Harvard Man        | Ramahorn          | 1'36"00 |
| 1973  | Holding Pattern    | Old Bag            | Michael Miceli     | Jerome Sarner Sr.       | John Gerbas Jr.                              | Green Gambados     | Hosiery           | 1'36"00 |
| 1972  | Stop The Music     | Hail To Reason     | John L. Rotz       | John M. Gaver Sr.       | Greentree Stable                             | Secretariat        | Step Nicely       | 1'36"00 |
| 1971  | Riva Ridge         | First Landing      | Ron Turcotte       | Lucien Laurin           | Meadow Stable                                | Chevron Flight     | Head of The River | 1'35"00 |
| 1970  | Limit To Reason    | Hail To Reason     | Jorge Velásquez    | Thomas J. Kelly         | Brookmeade Stable                            | Arctarus           | Jim French        | 1'36"40 |
| 1969  | Silent Screen      | Prince John        | John L. Rotz       | J. Bowes Bond           | Elberon Farm                                 | Brave Emperor      | Toasted           | 1'35"40 |
| 1968  | Top Knight         | Vertex             | Manuel Ycaza       | Raymond Metcalf         | Steven B. Wilson                             | Beau Brummel       | King Emperor      | 1'37"20 |
| 1967  | Vitriolic          | Bold Ruler         | Braulio Baeza      | Edward A. Neloy         | Ogden Phipps                                 | Iron Ruler         | Captains Gig      | 1'35"20 |
| 1966  | Successor          | Bold Ruler         | Braulio Baeza      | Edward A. Neloy         | Wheatley Stable                              | Dr. Fager          | Proviso           | 1'34"60 |
| 1965  | Buckpasser         | Tom Fool           | Braulio Baeza      | William C. Winfrey      | Ogden Phipps                                 | Our Michael        | Advocator         | 1'35"00 |
| 1964  | Bold Lad           | Bold Ruler         | Braulio Baeza      | William C. Winfrey      | Wheatley Stable                              | Royal Gunner       | Philately         | 1'36"40 |
| 1963  | Roman Brother      | Third Brother      | John L. Rotz       | Burley Parke            | Harbor View Farm                             | Traffic            | Bupers            | 1'36"40 |
| 1962  | Never Bend         | Nasrullah          | Manuel Ycaza       | Woody Stephens          | Cain Hoy Stable                              | Master Dennis      | Outing Class      | 1'38"00 |
| 1961  | Donut King         | Determine          | Manuel Ycaza       | Ron McAnally            | Verne Winchell                               | Jaipur             | Sir Gaylord       | 1'35"80 |
| 1960  | Roving Minstrel    | Count Flame        | Henry Moreno       | Burley Parke            | Harbor View Farm                             | Garwol             | Bronzerullah      | 1'36"00 |

### Vainqueurs précédents
- 1945 – Marine Victory
- 1944 – Pot O'Luck
- 1943 – Pukka Gin
- 1942 – Count Fleet
- 1941 – Alsab
- 1940 – Monday Lunch
- 1939 – Andy K.
- 1938 – Porter's Mite
- 1937 – Menow
- 1936 – Privileged
- 1935 – Brevity
- 1934 – Balladier
- 1933 – Hadagal
- 1932 – Dynastic
- 1931 – Sweeping Light
- 1930 – Mate
- 1929 – Whichone
- 1928 – Healy
- 1927 – Oh Say
- 1926 – Valorous
- 1925 – Bubbling Over
- 1924 – Beatrice
- 1923 – Sarazen
- 1922 – Nassau
- 1921 – Surf Rider
- 1920 – Grey Lag
- 1919 – Cleopatra
- 1918 – War Pennant
- 1917 – Lanius
- 1916 – Vivid
- 1915 – Chicle
- 1914 – Paris
- 1913 – Pas d'édition
- 1912 – Pas d'édition
- 1911 – Pas d'édition
- 1910 – Pas d'édition
- 1909 – Fauntleroy
- 1908 – Helmet
- 1907 – Colin
- 1906 – Kentucky Beau
- 1905 – Perverse
- 1904 – Oiseau
- 1903 – Stalwart
- 1902 – Meltonian
- 1901 – Endurance by Right
- 1900 – Garry Herrmann
- 1899 – Kilmarnock
- 1898 – Lothario
- 1897 – Plaudit
- 1896 – The Friar
- 1895 – Ben Brush
- 1894 – Salvation
- 1893 – Sir Excess
- 1892 – Ramapo
- 1891 – Azra
- 1890 – Hoodlum
- 1889 – June Day
- 1888 – Radiant
- 1887 – Cascade
- 1886 – Connemarra
- 1885 – Dew Drop
- 1884 – Eachus
- 1883 – Leo
- 1882 – Breeze
- 1881 – Macduff
- 1880 – Lady Rosebery
- 1879 – Carita
- 1878 – Belinda
- 1877 – Albert
- 1876 – Bombast
- 1875 – Virginius
- 1874 – Hyder Ali
- 1873 – Grinstead
- 1872 – Minnie W.
- 1871 – Grey Planet
- 1870 – Madam Dudley
- 1869 – Finesse
- 1868 – Cottrill
- 1867 – Sarah B.